# 황규식
황규식(黃圭軾)은  대한민국 제35대 국방부 차관이다. 2005년 5월 27일 ~ 2006년 11월 27일까지 대한민국 제35대 국방부 차관을 지냈다.

## 학력
- 경기고등학교
- 육군사관학교 26기